# Irsen (Windeck)
Irsen ist eine Ortschaft in der Gemeinde Windeck im Rhein-Sieg-Kreis. Der Ort hieß früher Mittelirsen.

## Lage
Irsen liegt auf dem Leuscheid im Südosten der Gemeinde im Irserbachtal. Nachbarorte sind Ölsen im Osten, Rimbach im Süden und Niederirsen im Norden. Die drei Orte befinden sich jenseits der Landesgrenze in Rheinland-Pfalz.

## Geschichte
Das Dorf gehörte zum Kirchspiel Leuscheid und zeitweise zur Bürgermeisterei Dattenfeld.
1830 hatte der Ort 89 Einwohner.
1845 hatte der Weiler 112 Einwohner in 22 Häusern, davon elf evangelisch und 101 katholisch. 1888 gab es 99 Bewohner in 22 Häusern.
1962 wohnten hier 135 und 1976 182 Personen.

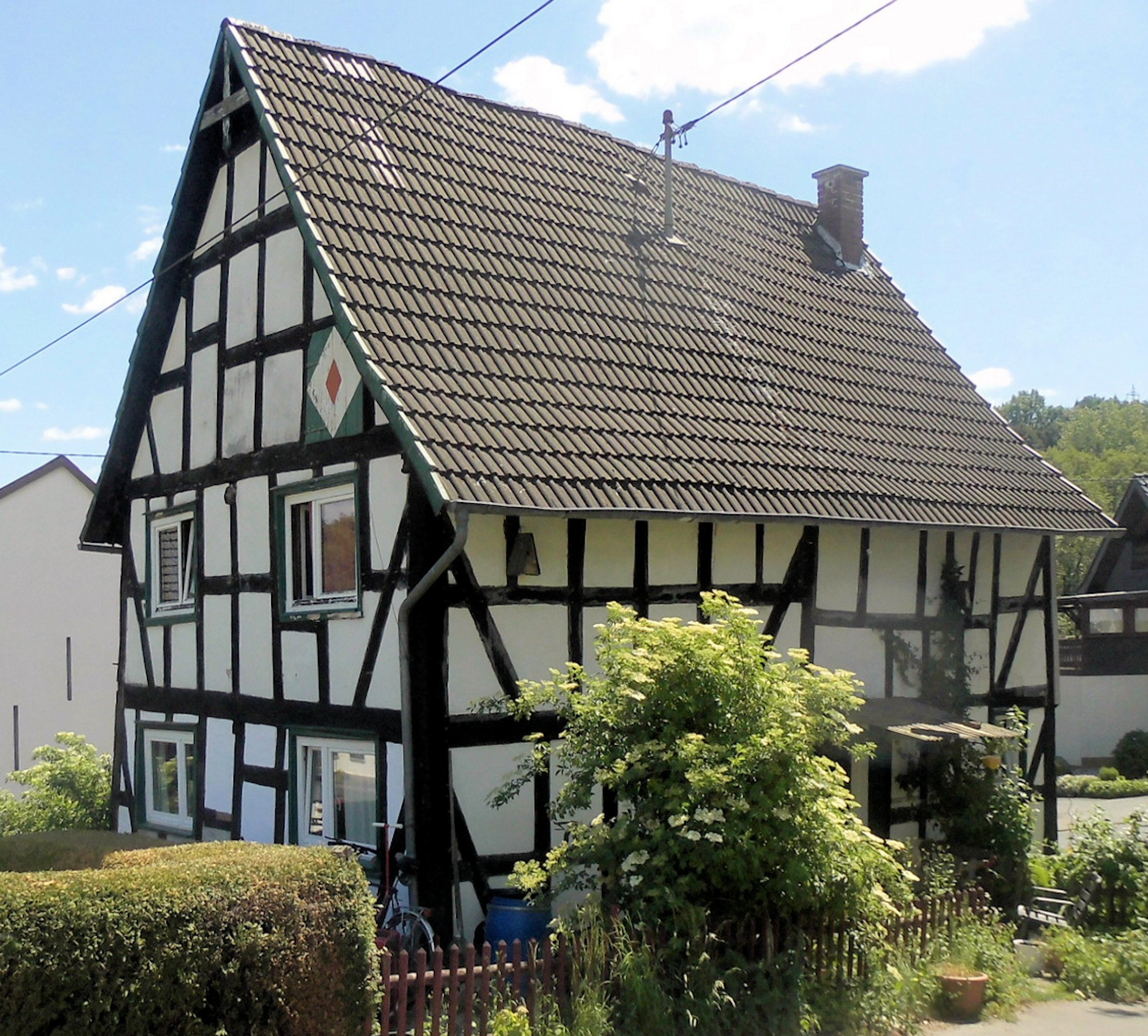
Denkmalgeschütztes Fachwerkhaus in Irsen
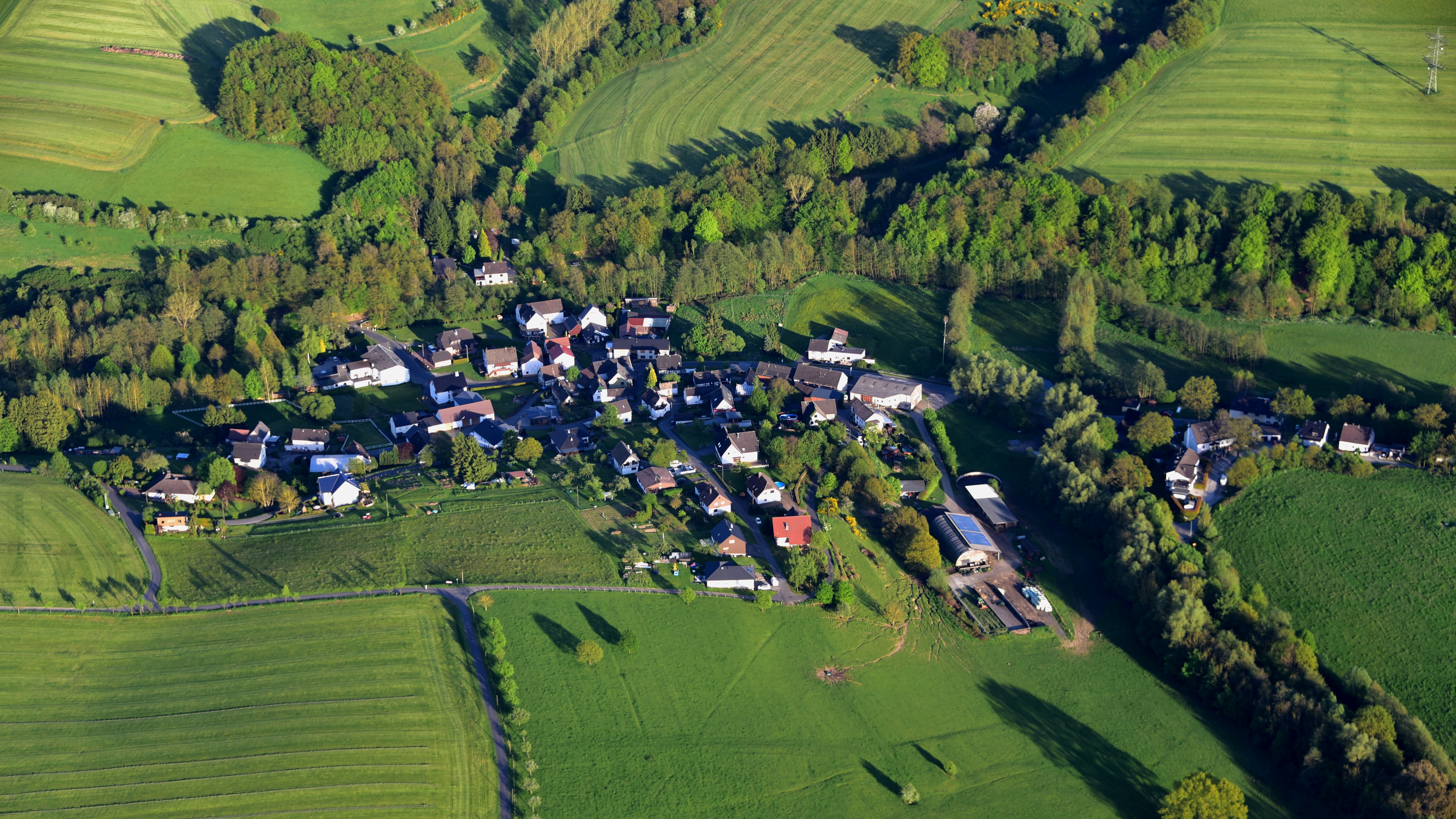
Irsen (Windeck), Luftaufnahme (2017)